# Édouard de Verneuil

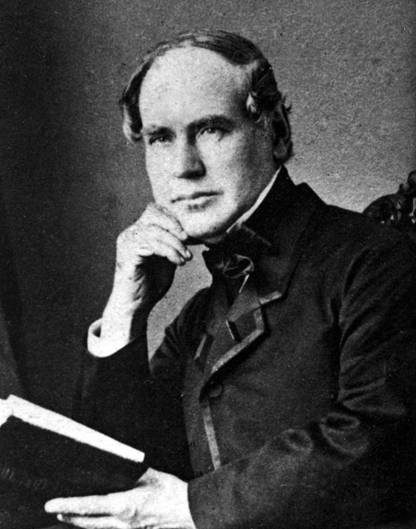
Édouard de Verneuil

Philippe Édouard Poulletier de Verneuil (Parijs, 13 februari 1805 - Parijs, 29 mei 1873) was een Franse paleontoloog. Hij is bekend vanwege zijn onderzoek naar overeenkomsten van de stratigrafie van West-Europa, de Verenigde Staten, Zuid-Europa en Rusland.

## Biografie
Verneuil studeerde rechten, maar volgde tijdens zijn studietijd ook andere colleges. Hij raakte door colleges van Léonce Élie de Beaumont zo geïnteresseerd in de geologie, dat hij besloot zich er zelf mee bezig te gaan houden. In 1835 bezocht hij Wales om de gesteentelagen te bekijken waarin door de Britse geologen Adam Sedgwick en Roderick Murchison een paar jaar eerder voor het eerst een stratigrafie van het Paleozoïcum was vastgesteld.
In 1836 reisde hij naar het Zwarte Zeegebied, waar hij als een van de eersten de geologie van Turkije en de Krim bestudeerde. Hij publiceerde de eerste stratigrafie van het gebied, waarbij hij aan de hand van fossielen ontdekte dat de Zwarte en Kaspische Zeeën ooit deel uitmaakten van een grote zee. Bij het onderzoek van de fossielen kreeg hij hulp van Gérard Paul Deshayes, maar al snel werd hij zelf een autoriteit op het gebied van fossielen.
Verneuil hielp Sedgwick en Murchison in 1839 bij een vergelijkend onderzoek tussen het Paleozoïcum van Zuidwest-Engeland en het Duitse Rijnland en België. Verneuil bepaalde in 1841 samen met Adolphe d'Archiac de stratigrafische grenzen van het Devoon in Duitsland en België.

### Rusland
Van 1840 tot 1842 bracht Verneuil samen met Murchison en Alexander Keyserling de geologie van Europees Rusland in kaart. In tegenstelling tot West-Europa, bleken gesteentelagen in Rusland vrijwel vlak te liggen, behalve in de Oeral. Ook reisden de drie over verschillende routes, zodat ze gezamenlijk een groter gebied in kaart konden brengen. Dit verklaart waarom de drie maar drie zomers nodig hadden om een gebied dat in oppervlakte ongeveer de helft van het Europese continent beslaat, te verkennen. Een van de directe resultaten was dat een nieuw tijdperk, het Perm, aan de geologische tijdschaal kon worden toegevoegd. De resultaten van het onderzoek werden in 1845 gepubliceerd.

### Verenigde Staten
In 1846 reisde Verneuil naar de Verenigde Staten. De geologen van dat land hadden zich niet veel van de Europese indeling in tijdperken aangetrokken, omdat de continenten zo ver uit elkaar liggen dat (het bewegen van continenten was in die tijd ondenkbaar) men niet verwachtte dat er veel overeenkomsten zouden zijn. Verneuil vond in gesteenten van de Oostelijke Verenigde Staten echter fossielen waaruit bleek dat dezelfde ontwikkeling van het leven als in Europa had plaatsgevonden. Wel bleek dat de discordantie die overal in Europa tussen het Carboon en het Perm ligt, in Noord-Amerika afwezig is (deze discordantie wordt veroorzaakt door de Hercynische orogenese). Verneuil was aan de hand van fossielen in staat de onderverdeling zoals die nu voor Europa bestond ook in de gesteenten van de Oostelijke Verenigde Staten vast te leggen.
Van 1849 tot 1862 deed Verneuil onderzoek naar de stratigrafie en paleontologie van Spanje, die hij in een aantal expedities nauwkeurig in kaart bracht. Hij werkte daarbij samen met Édouard Collomb.
Doordat zijn ogen steeds slechter werden, moest Verneuil in de laatste jaren van zijn leven het onderzoek opgeven.
- Bibsys: 1044939
- Bibliothèque nationale de France: cb13516818c (data)
- Catàleg d'autoritats de noms i títols de Catalunya: 981058509701406706
- Gemeinsame Normdatei: 117389609
- International Standard Name Identifier: 0000 0000 6310 5644
- Library of Congress Control Number: n90715478
- Base Léonore: LH//2212/46
- Nationale bibliotheek van Australië: 36040686
- Nationale Bibliotheek van Israël: 987007319522805171
- Nationale Bibliotheek van Polen: a0000001844828
- Nederlandse Thesaurus van Auteursnamen: 242744672
- Réseau des bibliothèques de Suisse occidentale: 02-A003938860
- Istituto Centrale per il Catalogo Unico: PUVV360091
- SNAC: w64t75bj
- Système universitaire de documentation: 035081074
- Trove: 1197843
- Virtual International Authority File: 59239965
- WorldCat: E39PBJkp9ptJtvPhvxxD68xYyd